# Скін (фільм)
«Скін» (англ. Skin) — американський біографічний драматичний фільм сценариста та режисера ізраїльського походження Гая Наттіва. Фільм присвячений життю колишнього члена групи неонацистів-скінхедів Брайону Віднеру. У фільмі знімались Джеймі Белл, Даніель Мак-Дональд, Даніель Геншолл, Білл Кемп, Луїза Краузе, Зої Коллетті, Кайлі Роджерс, Колбі Ганнетт, Майк Колтер і Віра Фарміґа.
Світова прем'єра стрічки відбулась на Міжнародному кінофестивалі в Торонто 8 вересня 2018 року. Він був випущений 27 червня 2019 року через DirecTV Cinema, прем'єра в кінотеатрах США відбулась 26 липня 2019 року за сприяння A24.

## Сюжет
Колумбус, 2009 рік. Між скінхедами та рухом «Один народ», на чолі з Дерілом Ламонтом Дженкінсом, відбувається сутичка. З натовпу вибігає темношкірий хлопчик, якого переслідують троє неформалів, а потім жорстоко знущаються над ним.
На виступі тріо «Сід», яке складається з трьох сестер, Бебс знайомиться з ними та їхньою мамою Джулі Прайс. Вранці Бебса затримують і поліцейські пропонують співпрацю. Він відмовляється. На шляху додому після попереднього ув'язнення Бебса Фред, який виховував його, вербує в групу скінхедів безхатька Гевіна. Бебс приїздить до Джулі та чує її розмову з орендодавцем Шеріл, яка докоряє їй через затримку оплати за проживання й участь у концерті для скінхедів. Бебс та Джулі проводять ніч разом.
Джулі з дочками навідуються в тату-салон Бебса. Чоловік перероблює ненависне татуювання Джулі. Хелловін вони проводять в клубі скінхедів. Між Джулі та Ейпріл виникає сутичка, після чого Прайс просить розірвати зв'язки з скінхедами. Фред будить їх телефонним дзвінком, що викликає обурення Джулі. Вона забирає дітей. Бебс їде зі Слевіном і Гевіном до мечеті, яка будується. Оглядаючи приміщення, Бебс знаходить кількох арабів та дає їм втекти. Мечеть підпалюють. Бебс починає ненавидіти себе і намагається спалити своє обличчя кислотою. З тогу моменту він хоче, щоб його називали тільки Брайоном.
Брайон і Джулі одружуються. Чоловік не може знайти собі роботу, він змушений чистити сніг вночі. Фред з іншими несподівано з'являються в будинку молодять через чотирьох людей, які вижили після підпалу мечеті. Хвилюючись за життя своєї сім'ї, Брайон їде з «Вікінгами» на автозвалище, де в машині чекають два араби. Бебс відмовляється їх вбивати, це робить Слейтер, який починає звинувачувати його у зраді. Між ними відбувається сутичка. Бебс отримує сильне поранення, а Гевін вбиває Слейтера. У палаті реанімації Фред мучить Брайона.
У Ричмонді Брайон і вагітна Джулі зустрічаються з Дженкінсом. Брайон погоджується на повну співпрацю з ФБР. Пара збирає речі. Тієї ж ночі їхній вагончик розстрілюють, а собаку підвішують. Вони заселяються в готель у Нешвіллі. Після грубого поводження з Дезі Джулі та Брайон розходяться. «Вікінгів» заарештовують. Брайон виходить з клініки після видалення останнього татуювання. Він повертається до Джулі.

## У ролях
| Актор                 | Роль                  |
| --------------------- | --------------------- |
| Джеймі Белл           | Брайон Віднер «Бебс»  |
| Віра Фарміґа          | Шарін Крейгер         |
| Даніель Мак-Дональд   | Джулі Прайс           |
| Майк Колтер           | Деріл Ламонт Дженкінс |
| Білл Кемп             | Фред Крейгер          |
| Мері Стюарт Мастерсон | Джекі Маркс           |
| Даніель Геншолл       | Вбивця                |
| Арі Баркан            | Бульдог               |
| Джастін Вілсон        | Майк                  |
| Скотт Томас           | Шон                   |
| Майкл Віллар          | Джеррі                |
| Рассел Познер         | Гевін                 |
| Луїза Краузе          | Ейпріл                |
| Зої Коллетті          | Дезі                  |

## Виробництво
11 травня 2017 року на 70-му Каннському кінофестивалі компанія Seville International придбала міжнародні права на фільм. У серпні 2018 року повідомлялося, що композитор Ден Ромер напише музику для стрічки.
У травні 2017 року було оголошено, що Джеймі Белл та Даніель Мак-Дональд будуть зніматися у фільмі, а Наттів став сценаристом, продюсером і режисером стрічки. У березні 2018 року, після початку виробництва, Віра Фарміґа приєдналася до акторського складу фільму, а дружина Наттіва, Джеймі Рей Ньюман, приєдналася як продюсер. Того ж місяця Майк Колтер був відібраний на роль Даріла Ламонта Дженкінса, засновника проєкту One People. Невдовзі до фільму приєдналися актори Арі Баркан, Скотт Томас, Даніель Геншолл, Майкл Віллар, Джастін Вілсон і Рассел Познер.
Основні зйомки розпочалися в січні 2018 року в Кінгстоні, Нью-Йорк, які тривали до березня 2018 року.

## Випуск
Світова прем'єра фільму відбулась на Міжнародному кінофестивалі в Торонто 8 вересня 2018 року. Невдовзі A24 та DirecTV Cinema придбали права на розповсюдження фільму. Він був випущений через DirecTV Cinema 27 червня 2019 року, а обмежений випуск у кінотеатрах США відбувся 26 липня 2019 року.

## Сприйняття

### Критика
На вебсайті Rotten Tomatoes рейтинг фільму становить 74 % на основі 53 оглядах, середня оцінка — 6,77/10. У консенсусі сайту зазначено: «„Скін“ міг би заглибитись під його поверхню, але гідна історія та віддане виконання ролі Джеймі Беллом роблять цю своєчасну драму вартою перегляду». На Metacritic фільм має рейтинг 58 зі 100 на основі 20 відгуків критиків, що вказує на «змішані чи середні відгуки».

### Номінації та нагороди
| Нагороди та номінації фільму «Скін» | Нагороди та номінації фільму «Скін»   | Нагороди та номінації фільму «Скін»   | Нагороди та номінації фільму «Скін» | Нагороди та номінації фільму «Скін» | Нагороди та номінації фільму «Скін» |
| Рік                                 | Кінофестиваль/кінопремія              | Категорія/нагорода                    | Номінант                            | Результат                           |                                     |
| ----------------------------------- | ------------------------------------- | ------------------------------------- | ----------------------------------- | ----------------------------------- | ----------------------------------- |
| 2018                                | Міжнародний кінофестиваль у Торонто   | Спеціальні презентації: Приз ФІПРЕССІ | Гай Наттів                          | Перемога                            |                                     |
| 2019                                | Берлінський міжнародний кінофестиваль | «Панорама»                            | Гай Наттів                          | Номінація                           |                                     |